# Myrmeleon alternans
Myrmeleon alternans is een insect uit de familie van de mierenleeuwen (Myrmeleontidae), die tot de orde netvleugeligen (Neuroptera) behoort. 
Myrmeleon alternans is voor het eerst wetenschappelijk beschreven door Brullé in Webb & Berthelot in 1839.